# Aghireșu
Aghireșu är en ort i länet Cluj i Rumänien. Folkmängden i centralorten uppgick till cirka 1 400 invånare vid folkräkningen 2011.